# Nöjesnytt (tidning)
Nöjesnytt är ett gratismagasin som givits ut sedan 1990. Tidningen ges ut både i tryckt form och i digital form i Växjö, Jönköping, Kalmar, Helsingborg och Kristianstad. Tidningens innehållsfokus ligger på nöje, kultur, evenemang, inredning, mode, film och musik.
Källa: www.nojesnytt.se